# Sergej L'vovič Puškin
Sergej L'vovič Puškin, in russo Сергей Львович Пушкин? (San Pietroburgo, 23 maggio 1770 – Mosca, 29 maggio 1848), è stato un ufficiale russo.

## Biografia
Era il figlio di Lev Aleksandrovič Puškin, e della sua seconda moglie, Ol'ga Ivanovna Čičerina.

## Carriera
Nel 1771 entrò nel Reggimento Izmajlovskij, raggiungendo il grado di capitano. Nel 1797 entrò nel reggimento delle guardie da dove si ritirò l'anno successivo con il grado di maggiore.
In seguito divenne commissario a Mosca, incarico che ricoprì fino al 1802. Nel 1804 divenne consigliere militare. Successivamente venne trasferito a Varsavia, dove venne iniziato in massoneria nella loggia « Severnovo Chtchita ». Il 10 ottobre 1817 fu elevato al quarto grado.

## Matrimonio
Sposò, il 28 settembre 1796, Nadežda Osipovna Gannibal (1775-1836), figlia di Ossip Abramovič Gannibal. Ebbero otto figli:
- Ol'ga Sergeevna (20 dicembre 1797-5 febbraio 1868), sposò Nikolaj Ivanovič Pavliščev, ebbero un figlio;
- Aleksandr Sergeevič (26 maggio 1799-29 gennaio 1837);
- Lev Sergeevič (9 aprile 1803-19 luglio 1852);
- Nikolaj Sergeevič (26 marzo 1801-30 luglio 1807);
- Sof'ja Sergeevna (6 gennaio 1809-12 settembre 1809);
- Pavel Sergeevič (16 luglio 1810-27 dicembre 1810);
- Michail Sergeevič (28 ottobre 1811-?);
- Platon Sergeevič (14 novembre 1817-18 ottobre 1819).

## Onorificenze
| Controllo di autorità | VIAF (EN) 91110330 · ISNI (EN) 0000 0000 6548 7375 · CERL cnp00552286 · LCCN (EN) no2009100852 · GND (DE) 11929611X |